# 小行星5621
小行星5621（5621 Erb）是一颗绕太阳运转的小行星，为火星轨道穿越小行星。该小行星于1990年9月23日发现。

## 轨道参数
小行星5621的轨道半长轴为2.3039094 UA，离心率为0.384。